# 戸田保忠

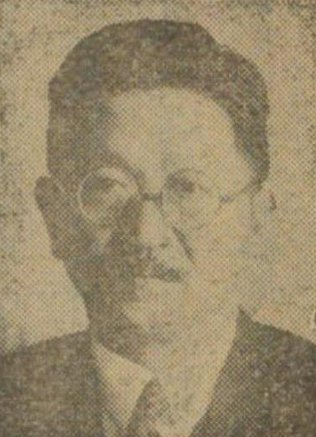
戸田保忠

戸田 保忠（とだ やすただ、1887年（明治20年）9月10日 – 1938年（昭和13年）12月18日）は、農商務官僚、農林官僚。

## 経歴
茨城県出身。第一高等学校を経て、1912年（明治45年）に東京帝国大学法科大学独法科を卒業し、高等文官試験に合格した。島根県属試補、島根県理事官、農務局事務官・臨時米穀管理局事務官、農商務書記官・参事官、同副業課長、農務課長、大臣官房会計課長、畜産局長、水産局長、農務局長を歴任した。1937年（昭和12年）、農林次官に就任した。
退官後は日本勧業銀行参与理事、漁業組合連合会会長を務めた。